# Бур, Дидерик
Дидерик Бур (нидерл. Diederik Boer; 24 сентября 1980, Эммелорд, Нидерланды) — нидерландский футболист, игравший на позиции вратаря.

## Карьера
Воспитанник клуба «Флево Бойс». В 1995 году перешёл в молодёжную команду ПЕК Зволле. С 2001 года начал привлекаться к основному составу «Зволле» и выступал за клуб более 10 лет, проведя в нём практически всю профессиональную карьеру. В августе 2014 года 33-летний вратарь подписал контракт на три года с амстердамским «Аяксом». В «Аяксе» Бур играл роль запасного вратаря и за три года сыграл только в двух матчах чемпионата страны, а также выходил на поле в матчах Кубка и еврокубков и сыграл несколько матчей за «Йонг Аякс» в первом дивизионе. В сезоне 2016/17 стал финалистом Лиги Европы, где в финальном матче «Аякс» уступил английскому «Манчестер Юнайтед» со счётом 0:2.
Летом 2017 года, после окончания контракта, вернулся в «Зволле».

## Достижения
ПЕК Зволле
- Победитель Эрстедивизи: 2011/12
- Обладатель Кубка Нидерландов: 2013/14
- Обладатель Суперкубка Нидерландов: 2014

«Аякс»
- Финалист Лиги Европы: 2016/17

## Личная жизнь
У Дидерика есть младший брат Томас (р. 1988), который играет в футбол на любительском уровне.